# Karismatik
 (juillet 2025).
Motif : l'utilisateur qui a apposé ce bandeau n'a pas précisé le motif de la pose.
- Archive Wikiwix
- Bing
- Cairn
- DuckDuckGo
- E. Universalis
- Gallica
- Google
- G. Books
- G. News
- G. Scholar
- Persée
- Qwant
- (zh) Baidu
- (ru) Yandex
- (wd) trouver des œuvres sur Wikidata

| 1. | Préciser le motif de la pose du bandeau. | Précisez le motif de la pose du bandeau en utilisant la syntaxe suivante : {{admissibilité à vérifier\|date=juillet 2025\|motif=remplacez ce texte par le motif}}               |
| 2. | Informer les utilisateurs concernés.     | Pensez à avertir le créateur de l'article, par exemple, en insérant le code ci-dessous sur sa page de discussion : {{subst:avertissement admissibilité à vérifier\|Karismatik}} |

 (janvier 2017).
Si vous disposez d'ouvrages ou d'articles de référence ou si vous connaissez des sites web de qualité traitant du thème abordé ici, merci de compléter l'article en donnant les références utiles à sa vérifiabilité et en les liant à la section « Notes et références ».
Albums de Kenza Farah
4 Love
(2012) Au clair de ma plume
(2019)
Singles
1. Yätayö[1]
Sortie : 24 février 2014
2. Problèmes (feat JUL)
Sortie : 24 mai 2014
3. Briser les chaînes[2]
Sortie : 24 juin 2014
4. Il est
Sortie : 1er octobre 2014

Karismatik est le cinquième album de Kenza Farah, sorti le 29 septembre 2014. 
Il est porté par les singles Yätayö, Problèmes, Briser les chaînes et Il est.

## Pistes
| No  | Titre                 | Durée |
| --- | --------------------- | ----- |
| 1.  | 25.01.07              | 2:34  |
| 2.  | Briser les chaînes    | 3:38  |
| 3.  | Être heureux          | 4:19  |
| 4.  | Tour du monde         | 3:22  |
| 5.  | Chute libre           | 3:00  |
| 6.  | MDF                   | 1:44  |
| 7.  | Yätayö                | 3:26  |
| 8.  | Problèmes (feat. Jul) | 3:34  |
| 9.  | Il est                | 3:39  |
| 10. | Mi amor               | 3:37  |
| 11. | Marseille je t'aime   | 3:16  |
| 12. | Entre deux rives      | 3:21  |
| 13. | Pink star             | 2:44  |

## Classements
| Classement (2014)            | Meilleure position |
| ---------------------------- | ------------------ |
| Belgique (Wallonie Ultratop) | 67                 |
| France (SNEP)                | 31                 |